# میدا ویل
longitudeمیدا ویلlatitudeمیدا ویل
میدا ویل (به انگلیسی: Maida Vale) یک ناحیه در لندن است که در شهر وست‌مینستر واقع شده‌است.

## خصوصیات
میدا ویل ۱۰٬۲۱۰ نفر جمعیت دارد.